# Montgenost
Montgenost [mɔ̃ʒəno] est une commune française, située dans le département de la Marne en région Grand Est.

## Géographie

### Communes limitrophes
Les communes limitrophes sont Périgny-la-Rose, Plessis-Barbuise, Villenauxe-la-Grande, La Villeneuve-au-Châtelot, Bethon, Nesle-la-Reposte et Potangis.
| Nesle-la-Reposte          | Bethon                                      |        |
| Villenauxe-la-Grande      | Montgenost                                  | Bethon |
| Périgny-la-Rose, Potangis | Plessis-Barbuise, La Villeneuve-au-Châtelot |        |

### Hydrographie
La commune est dans la région hydrographique « la Seine de sa source au confluent de l'Oise (exclu) » au sein du bassin Seine-Normandie. Elle n'est drainée par aucun cours d'eau,.

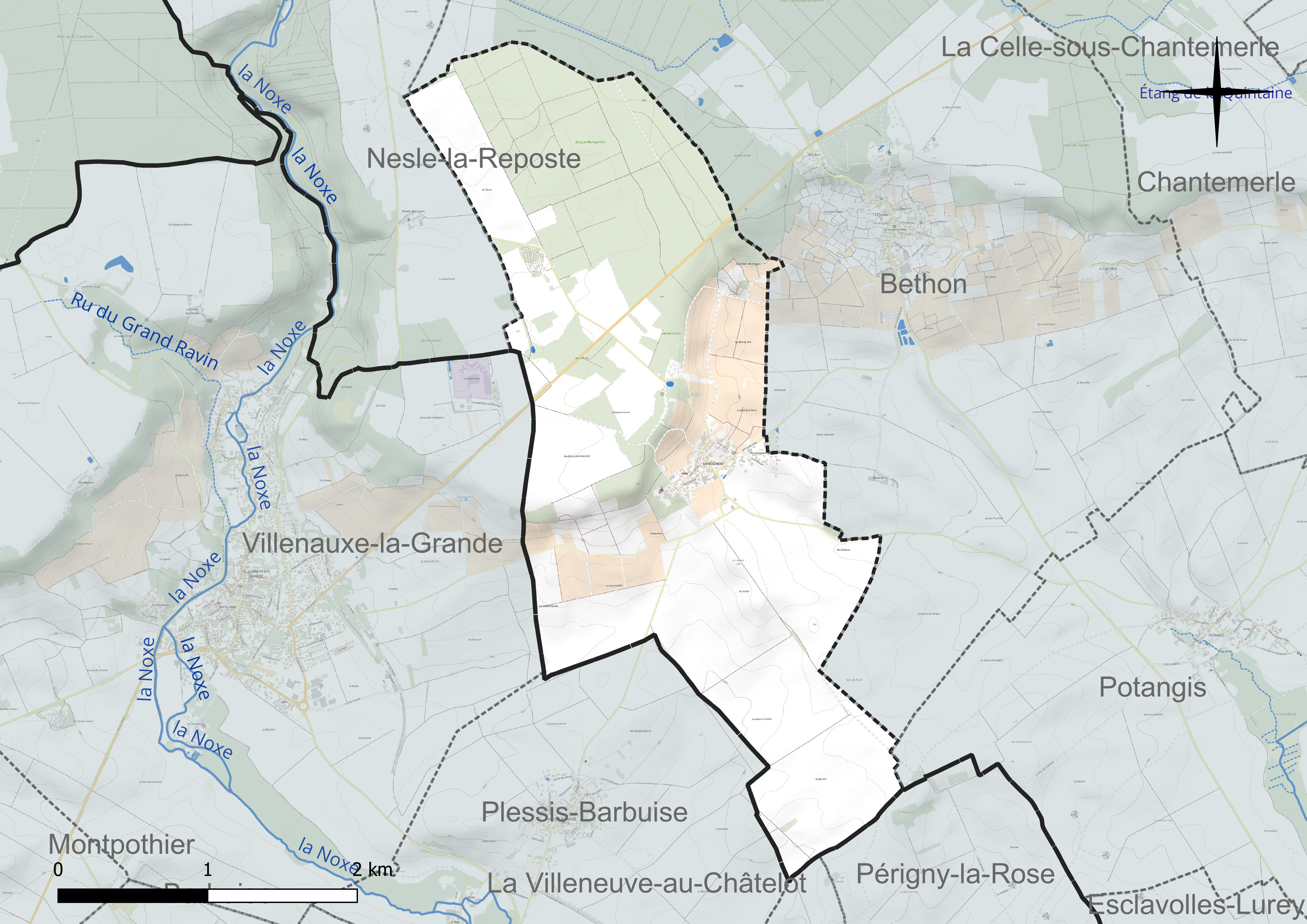
Réseau hydrographique de Montgenost.

### Climat
Pour des articles plus généraux, voir Climat du Grand Est et Climat de la Marne.
En 2010, le climat de la commune est de type climat océanique dégradé des plaines du Centre et du Nord, selon une étude du Centre national de la recherche scientifique s'appuyant sur une série de données couvrant la période 1971-2000. En 2020, Météo-France publie une typologie des climats de la France métropolitaine dans laquelle la commune est exposée à un climat océanique altéré et est dans la région climatique  Nord-est du bassin Parisien, caractérisée par un ensoleillement médiocre, une pluviométrie moyenne régulièrement répartie au cours de l’année et un hiver froid (3 °C). 
Pour la période 1971-2000, la température annuelle moyenne est de 10,7 °C, avec une amplitude thermique annuelle de 15,4 °C. Le cumul annuel moyen de précipitations est de 766 mm, avec 11,5 jours de précipitations en janvier et 8 jours en juillet. Pour la période 1991-2020, la température moyenne annuelle observée sur la station météorologique de Météo-France la plus proche, « Romilly », sur la commune de Romilly-sur-Seine à 13 km à vol d'oiseau, est de 11,2 °C et le cumul annuel moyen de précipitations est de 619,5 mm. 
La température maximale relevée sur cette station est de 42,3 °C, atteinte le 25 juillet 2019 ; la température minimale est de −25,2 °C, atteinte le 6 janvier 1971,,. 
Les paramètres climatiques de la commune ont été estimés pour le milieu du siècle (2041-2070) selon différents scénarios d'émission de gaz à effet de serre à partir des nouvelles projections climatiques de référence DRIAS-2020. Ils sont consultables sur un site dédié publié par Météo-France en novembre 2022.

## Urbanisme

### Typologie
Au 1er janvier 2024, Montgenost est catégorisée commune rurale à habitat dispersé, selon la nouvelle grille communale de densité à sept niveaux définie par l'Insee en 2022.
Elle est située hors unité urbaine et hors attraction des villes,.

### Occupation des sols
L'occupation des sols de la commune, telle qu'elle ressort de la base de données européenne d’occupation biophysique des sols Corine Land Cover (CLC), est marquée par l'importance des territoires agricoles (69,5 % en 2018), une proportion identique à celle de 1990 (69,5 %). La répartition détaillée en 2018 est la suivante : 
terres arables (53 %), forêts (30,5 %), cultures permanentes (12,8 %), zones agricoles hétérogènes (3,7 %). L'évolution de l’occupation des sols de la commune et de ses infrastructures peut être observée sur les différentes représentations cartographiques du territoire : la carte de Cassini (XVIIIe siècle), la carte d'état-major (1820-1866) et les cartes ou photos aériennes de l'IGN pour la période actuelle (1950 à aujourd'hui).

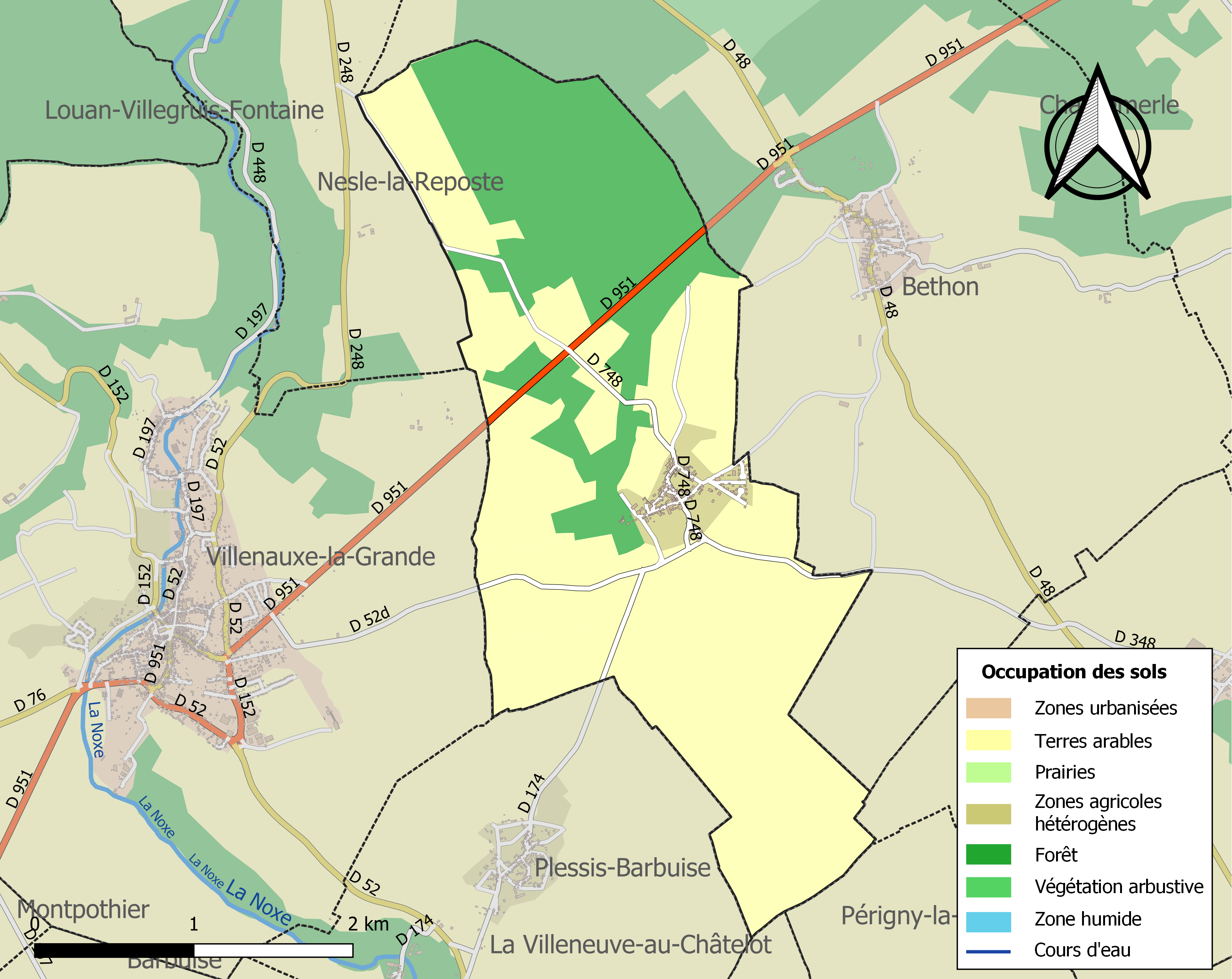
Carte des infrastructures et de l'occupation des sols de la commune en 2018 (CLC).

## Toponymie
Le nom de la localité est attesté sous les formes Mons Genoldi (1165) ; Montgenout (1211) ; Mongeno (1221) ; Mungenolt (vers 1222) ; Mons Genodi (1222) ; Mongenout (vers 1240) ; Montgenuit (vers 1252) ; Mongenodi (1381) ; Montgenouil (1398) ; Montgenost (1411) ; Moultgenost, Moltgenost (xve siècle) ; Mongenost (1567) ; Montgenot (1833) ; Mongenot (1703).

## Politique et administration
| Période                                  | Période                      | Identité          | Étiquette | Qualité                        |
| ---------------------------------------- | ---------------------------- | ----------------- | --------- | ------------------------------ |
| Les données manquantes sont à compléter. |                              |                   |           |                                |
| 2008                                     | En cours (au 4 juillet 2014) | Jocelyne Rousseau |           | Réélu pour le mandat 2014-2020 |

## Démographie
L'évolution du nombre d'habitants est connue à travers les recensements de la population effectués dans la commune depuis 1793. Pour les communes de moins de 10 000 habitants, une enquête de recensement portant sur toute la population est réalisée tous les cinq ans, les populations de référence des années intermédiaires étant quant à elles estimées par interpolation ou extrapolation. Pour la commune, le premier recensement exhaustif entrant dans le cadre du nouveau dispositif a été réalisé en 2006.

En 2022, la commune comptait 159 habitants, en évolution de +1,27 % par rapport à 2016 (Marne : −1,19 %, France hors Mayotte : +2,11 %).
| 1793 | 1800 | 1806 | 1821 | 1831 | 1836 | 1841 | 1846 | 1851 |
| ---- | ---- | ---- | ---- | ---- | ---- | ---- | ---- | ---- |
| 277  | 293  | 300  | 316  | 272  | 314  | 280  | 300  | 313  |

| 1856 | 1861 | 1866 | 1872 | 1876 | 1881 | 1886 | 1891 | 1896 |
| ---- | ---- | ---- | ---- | ---- | ---- | ---- | ---- | ---- |
| 329  | 337  | 321  | 318  | 291  | 270  | 253  | 232  | 211  |

| 1901 | 1906 | 1911 | 1921 | 1926 | 1931 | 1936 | 1946 | 1954 |
| ---- | ---- | ---- | ---- | ---- | ---- | ---- | ---- | ---- |
| 196  | 190  | 199  | 144  | 139  | 123  | 124  | 130  | 126  |

| 1962 | 1968 | 1975 | 1982 | 1990 | 1999 | 2006 | 2011 | 2016 |
| ---- | ---- | ---- | ---- | ---- | ---- | ---- | ---- | ---- |
| 121  | 125  | 113  | 88   | 101  | 116  | 142  | 160  | 157  |

| 2021 | 2022 | - | - | - | - | - | - | - |
| ---- | ---- | - | - | - | - | - | - | - |
| 156  | 159  | - | - | - | - | - | - | - |

## Lieux et monuments
- Le Château de Montgenost - XVIIe siècle - Privé

## Personnalités liées à la commune
La famille Des Marins, seigneurs de Montgenost au début du XVIe siècle.